# Aprassia costruttiva
L’aprassia costruttiva conosciuta anche con il nome di apractognosia è una condizione patologica, un disturbo delle attività di costruzione, composizione e disegno, in cui la forma spaziale del prodotto non è adeguata, in assenza di aprassia dei singoli movimenti.

## Etimologia
La parola deriva dal greco apractagnosia: a "privativo", praktea "cose da fare", e gnosis "riconoscimento".

## Cause
La apractognosia è di solito causata da lesioni del lobo parietale di destra. Queste ultime sono usualmente correlate a deficit cerebrovascolari (alterazioni della vascolarizzazione del cervello), causato da embolia, infarto, ictus o trombosi che colpiscono il sistema nervoso centrale, in particolare le aree deputate all'elaborazione del movimento. È uno dei sintomi della cosiddetta sindrome dell'arteria cerebrale media.
La apractognosia può anche essere causata da altri fattori, oltre a quelli circolatori, che causano l'alterazione della programmazione del movimento. Tipicamente le neoplasie delle aree motorie ed altre forme di encefalopatia, ad esempio la encefalopatia epatica, si associano alla aprassia costruttiva a causa dell'edema cerebrale che comprime sulle aree motorie.

## Sintomi
Il soggetto affetto da aprassia costruttiva cessa di essere in grado di riprodurre ed elaborare strutture bi e tridimensionali.
In altre parole si dimostra incapace di costruire, intendendo con questo termine l'incapacità di disporre nello spazio, in modo corretto, le diverse parti che compongono un oggetto.  
Questo difetto può essere messo facilmente in evidenza chiedendo al paziente di disegnare o di disassemblare/ricomporre un semplice oggetto costituito da poche parti (ad esempio una penna a sfera smontata nei vari pezzi: fusto, cappuccio, cannetta piena d'inchiostro).
I disegni più semplici possono riuscire senza grandi difficoltà. I disegni che richiedono figure in prospettiva, con l'inserimento della terza dimensione, risultano invece invariabilmente errati.
Gli atti abituali della vita quotidiana, che sono sostanzialmente automatici, anche se relativamente complessi, sono invece svolti senza particolari problemi e perciò in modo sufficientemente corretto.